# Mesoleptus rufipes
Mesoleptus rufipes är en stekelart som först beskrevs av Forster 1876.  Mesoleptus rufipes ingår i släktet Mesoleptus och familjen brokparasitsteklar. Inga underarter finns listade i Catalogue of Life.